# بات ونايت
بات ونايت (بالإنجليزية: Pat Knight)‏ هو مدرب كرة سلة أمريكي، ولد في 21 سبتمبر 1970.

## روابط خارجية
- بات ونايت على موقع كلية كرة السلة في سبورتس رفرنس.كوم (الإنجليزية)
- بات ونايت على موقع كلية كرة السلة في سبورتس رفرنس.كوم (الإنجليزية)